# Medalles del Cercle d'Escriptors Cinematogràfics de 1955
La cerimònia de lliurament de les medalles del Cercle d'Escriptors Cinematogràfics de 1955 va tenir lloc l'11 d'abril de 1956. Va ser l'onzè lliurament de aquestes medalles atorgades per primera vegada deu anys abans pel Cercle d'Escriptors Cinematogràfics (CEC). Els premis tenien per finalitat distingir als professionals del cinema espanyol pel seu treball durant l'any 1955. Igual que en les edicions immediatament precedents, la cerimònia es va desdoblegar en dos actes: la projecció de la pel·lícula Mi tío Jacinto al Cinema Palace de Madrid i un sopar de gala posterior a l'hotel del mateix nom.
L'acte va ser presidit per Manuel Casanova Carrera, cap del Sindicat d'Espectacles Públics. Es van repartir medalles en les mateixes divuit categories de l'edició anterior i en quatre noves. La triomfadora de la nit va ser Marcelino, pan y vino, pel·lícula que va obtenir sis dels premis, entre ells el de millor pel·lícula, director, guió i el Premi Jimeno al debutant actor infantil Pablito Calvo.

## Llista de medalles
| Categoria                                                            | Premiat                                              | Labor premiada                                             |
| -------------------------------------------------------------------- | ---------------------------------------------------- | ---------------------------------------------------------- |
| Millor pel·lícula                                                    | Marcelino, pan y vino                                | pel·lícula                                                 |
| Millor director                                                      | Ladislao Vajda                                       | Marcelino, pan y vino                                      |
| Millor actriu principal                                              | Carmen Sevilla                                       | La fierecilla domada                                       |
| Millor actor principal                                               | Alberto Closas                                       | La fierecilla domada                                       |
| Millor actriu secundària                                             | Elvira Quintillá                                     | El guardián del paraíso                                    |
| Millor actor secundari                                               | Juan Calvo                                           | Marcelino, pan y vino                                      |
| Millor fotografía                                                    | Alfredo Fraile                                       | Muerte de un ciclista                                      |
| Millor música                                                        | Salvador Ruiz de Luna                                | Orgullo                                                    |
| Millors decorats                                                     | Antonio Simont                                       | Marcelino, pan y vino                                      |
| Millor argument original                                             | José Luis Sáenz de Heredia                           | Historias de la radio                                      |
| Millor guió                                                          | José María Sánchez-Silva                             | Marcelino, pan y vino                                      |
| Millor labor literaria                                               | Joaquín Romero Marchent                              |                                                            |
| Millor pel·lícula extranjera                                         | Candilejas                                           | pel·lícula                                                 |
| Premio Jimeno                                                        | Pablito Calvo (Actor)                                | Marcelino, pan y vino                                      |
| Millor labor periodística                                            | Alfredo Tocildo                                      |                                                            |
| Millor libro                                                         | Anuario del cine español                             | Llibre                                                     |
| Labor en pro del cinema espanyol                                     | Chamartín S.A.                                       |                                                            |
| Homenatge pòstum                                                     | Valeriano León                                       | Tota la seva carrera                                       |
| Premi especial a la millor actriu estrangera en pel·lícula espanyola | Marisa Prado                                         | Orgullo                                                    |
| Premi especial al millor actor estranger en pel·lícula espanyola     | Gérard Tichy                                         | El canto del gallo                                         |
| Millor color                                                         | La fierecilla domada                                 | pel·lícula                                                 |
| Mencions a millor curtmetratge                                       | José López Clemente Eugenio Martín Amando de Ossorio | Idilio en Ibiza Viaje romántico a Granada Noche de embrujo |

- Fotogramas de Plata 1955